# Formation trinationale d'ingénieurs
Pour les articles homonymes, voir FTI.

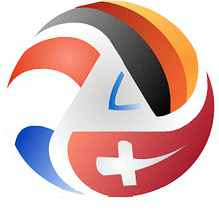
Logo de la formation FTI

Formation trinationale d'ingénieurs (FTI) - management de projet en mécatronique.
Cette formation est le fruit de la coopération entre trois établissements d'études supérieures ; à savoir :
- l'université de Haute-Alsace (UHA) à Mulhouse en France ;
- la Fachhochschule Nordwestschweiz (FHNW) ; anciennement nommé FHBB, à Muttenz en Suisse ;
- la Duale Hochschule Baden-Würtemberg Lörrach (DHBW) à Lörrach en Allemagne.

Cette formation est depuis peu passée à 3,5 au lieu de 4 années d'études à la suite de la réforme du LMD.
Elle propose un enseignement à la fois axé sur les langues et les matières scientifiques ainsi qu'une immersion complète dans d'autres cultures.
Les promotions sont constituées d'une trentaine d'élèves. Le schéma idéal étant 10 élèves de chaque pays.
La formation a vu le jour à la rentrée 1997. La première promotion est sortie en 2001.

## Promotion FTI
La tradition veut que chaque promotion porte le nom d'un scientifique.
- Bernoulli (1997 - 2001)
- Euler (1998 - 2002)
- Merian (1999 - 2003)
- Lambert (2000 - 2004)
- Curie (2001 - 2005)
- Balmer (2002 - 2006)
- Pasteur (2003 - 2007)
- Bessel (2004 - 2008)
- Kepler (2005 - 2009)
- Braun (2006 - 2010)
- Pascal (2007 - 2011)
- Planck (2008 - 2012)
- Rousseau (2009-2013)
- Pauli (2010-2014)
- Hertz (2011-2015)
- Carnot (2012-2016)
- Tesla (2013-2017)
- Voltaire (2014-2018)
- Ampère (2015-2019)
- Bloch (2016-2020)
- Coulomb (2017-2021)
- Descartes (2018-2022)
- Eiffel (2019-2023)
- Franklin (2020-2024)
- Gauss (2021-2025)
- Humboldt (2022-2026)